# Joelinton
Joelinton Cássio Apolinário de Lira (Aliança, 14 de agosto de 1996) é um futebolista brasileiro que atua como meio-campista. Atualmente joga no Newcastle.

## Carreira

### Sport
Formado nas categorias de base do Sport, Joelinton surgiu como centroavante, sendo uma das principais apostas das categorias de base do Leão. Após ser promovido para o elenco principal em 2013 pelo técnico Marcelo Martelotte, só teve chance de atuar no ano de 2014, quando o técnico Eduardo Baptista passou a relacioná-lo em todos os jogos. Realizou sua estreia como profissional no dia 19 de março, contra o rival Santa Cruz, em partida válida pela Copa do Nordeste. Na ocasião, Joelinton entrou no lugar de Neto Baiano e o Rubro-Negro venceu por 2–1 fora de casa. No mesmo ano viria a ganhar seu primeiro título como profissional, a Copa do Nordeste.
Marcou seu primeiro gol como profissional no empate por 2–2 diante do Fluminense, em partida válida pelo Campeonato Brasileiro. Foi destaque diante do São Paulo marcando o único gol da partida, dando a vitória por 1–0 para o Sport novamente em partida válida pelo Brasileirão.
Valorizado com uma boa reta final do Campeonato Brasileiro, Joelinton teve seu contrato renovado até o final 2019 pela diretoria do Sport. No Brasileirão, além das atuações de destaque, ele chamou a atenção pela personalidade. Enfrentou jogos difíceis, com o Sport precisando voltar a vencer na competição a todo custo, e mesmo assim foi uma das peças fundamentais no ataque rubro-negro. Atuando como titular nas seis últimas partidas do ano, ele marcou dois gols, e, além de assistências, acumulou participações nos gols do Leão na sua primeira Série A da carreira.
Empresários alemães estiveram no Recife, conheceram Joelinton e a sua família e assistiram a um jogo dele (não revelado qual). As insistentes sondagens sobre o atacante fizeram o Sport aumentar o fim do contrato do atleta de 2017 para 2019. Um total de 80% dos direitos econômicos do atacante pertenciam ao clube pernambucano, enquanto os outros 20% ao pai do atleta.
| “                                          | Não se trata de nenhum clube, é um grupo de empresários que veio aqui. Mas foi só isso. Talvez, estejam esperando a janela internacional abrir. | ” |
| — Stemberg Vasconcelos, ex-médico do Sport | |   |

Em 2015, com a saída de Neto Baiano para o Vitória, Joelinton assumiu a camisa 9 do Sport. Marcou seu primeiro gol na temporada numa vitória por 3–1 diante do Socorrense, em partida válida pela Copa do Nordeste. Voltou a marcar diante do CENE, numa vitória por 2–1, em outra partida válida pela Copa do Brasil. No entanto, acabou perdendo a titularidade após uma má fase e foi até alvo de críticas.
Diante do Santos, marcou seu primeiro gol no Campeonato Brasileiro. Na ocasião, o Sport empatou por 2–2 na Vila Belmiro. Foi novamente decisivo dando assistência para o gol de Maikon Leite marcado nos acréscimos, dando a vitória por 1–0 diante do Goiás. Ele já havia brilhado também no empate em 2–2 contra o Flamengo, no Maracanã. O jogador, que havia iniciado o jogo no banco, entrou ainda no primeiro tempo para sofrer o pênalti que originou o primeiro gol do Sport e, no segundo gol do Leão, deu uma brilhante assistência de calcanhar.

### Hoffenheim
No dia 5 de junho de 2015, foi acertada sua venda para o Hoffenheim. O Sport recebeu cerca de R$ 7 milhões de reais, mas desta quantia ficou com apenas 70%, já que a outra parte pertencia a uma empresa que investiu na construção do centro de treinamento do clube e tem um percentual garantido na venda de cada jogador.
| “ | Isso é um sonho muito grande para mim. Todo jogador sonha em chegar a jogar na Europa e comigo não é diferente. Estou muito feliz, de verdade. | ” |

Com apenas 18 anos, Joelinton deixou o Sport tendo disputado 37 jogos pela equipe. No entanto, ele garantiu que voltaria à Ilha do Retiro para completar o seu ciclo no Leão:
| “ | Estou saindo, mas é apenas um até breve. Um dia eu volto para cá, com certeza. | ” |

Em 10 de junho, foi apresentado oficialmente como jogador do Hoffenheim. O atacante assinou um contrato de cinco anos e vestiu a camisa número 40. Realizou sua estreia na Bundesliga no dia 18 de dezembro, na derrota por 1–0 fora de casa para o Schalke 04, após substituir Jonathan Schmid nos acréscimos. Essa foi a sua única partida na temporada.

#### Empréstimo ao Rapid Viena
Sem muito espaço no clube alemão, foi emprestado ao Rapid Viena, da Áustria, no dia 23 de junho de 2016, assinando por uma temporada. Estreou pela nova equipe no dia 8 de julho, marcando o primeiro gol na vitória por 3–1 contra o Karabakh Wien, em jogo válido pela primeira rodada da Copa da Áustria.
Em seu terceiro jogo pelo clube austríaco, Joelinton mostrou serviço novamente. Em um amistoso realizado contra o o Chelsea, o brasileiro marcou o primeiro gol no triufo por 2–0. Mesmo com John Terry, Willian, Diego Costa e várias outras estrelas em campo na estreia de Antonio Conte à frente do clube inglês, o atacante tabelou, invadiu a área, driblou o goleiro Asmir Begović e balançou as redes.

#### Retorno
Após retornar do Rapid Viena, o atacante marcou seus primeiros gols pelo Hoffenheim no dia 18 de agosto de 2018, anotando um hat-trick na goleada por 6–1 contra o Kaiserslautern, em jogo válido pela Copa da Alemanha. O brasileiro voltou a balançar as redes no dia 22 de setembro, num empate por 1–1 contra o Borussia Dortmund, válido pela Bundesliga. Depois disso, ele tornou-se o substituto de Mark Uth, marcou mais sete gols e foi o artilheiro do Hoffenheim no campeonato.

### Newcastle

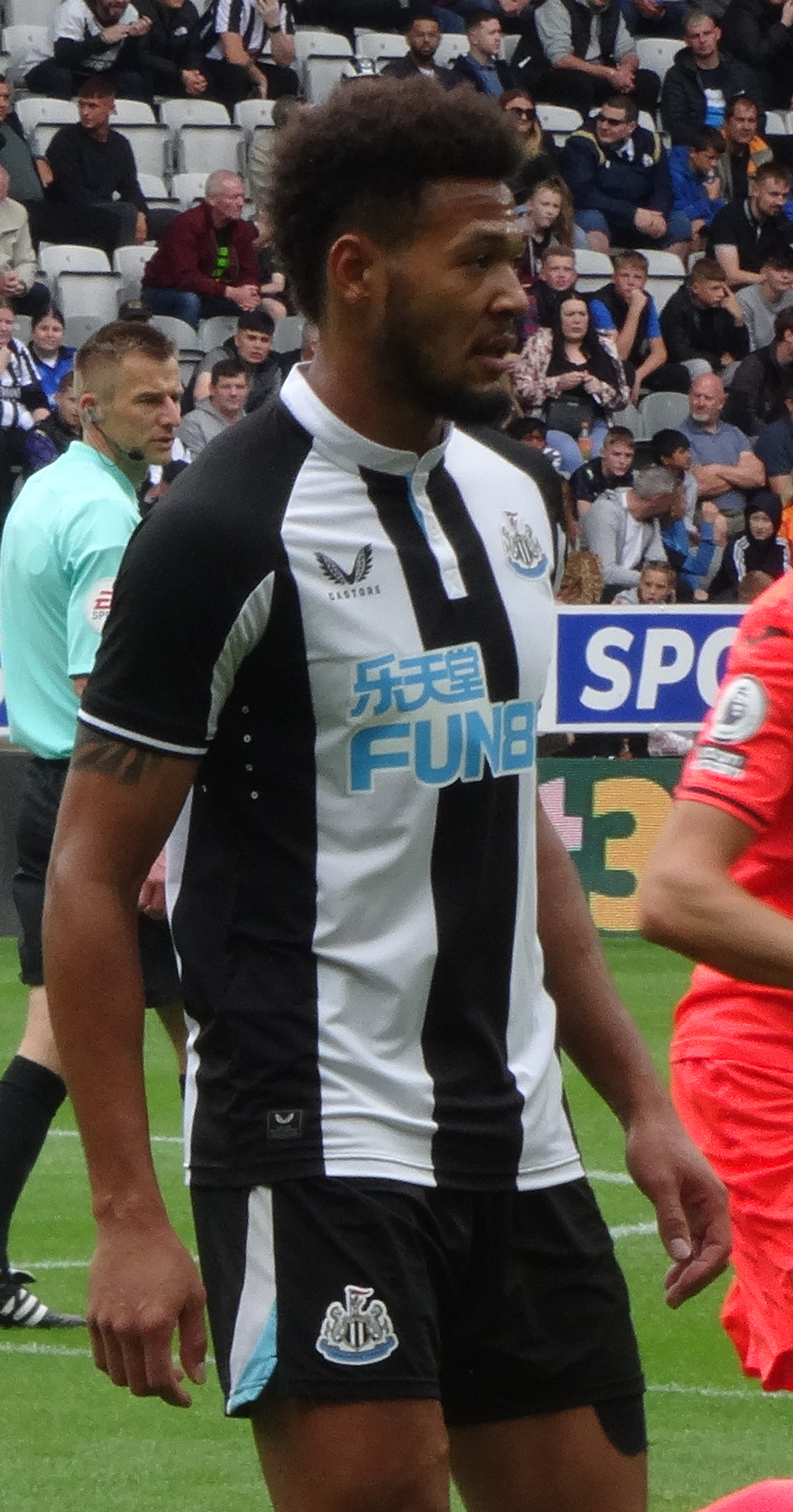
Joelinton pelo Newcastle em 2021

Foi anunciado como reforço no Newcastle no dia 23 de julho de 2019, assinando contrato até 2025 e tornando-se a contratação mais cara da história do clube, que pagou cerca de 40 milhões de euros (168 milhões de reais). Joelinton estreou oficialmente no dia 11 de agosto, pela primeira rodada da Premier League, em uma derrota de 1–0 contra o Arsenal. Marcou seu primeiro gol pelos Magpies no dia 25 de agosto, contra o Tottenham, garantindo a vitória fora de casa por 1–0.
Em 2021, com a chegada do treinador Eddie Howe, Joelinton deixou o ataque e passou a atuar como volante pela primeira vez na carreira. Satisfeito com a aptidão defensiva que o brasileiro demonstrava nos treinos, em novembro Howe começou recuando o posicionamento de Joelinton na equipe, primeiro testando-o como um ponta, depois como meio-campista, até finalmente encontrar sua posição como um segundo volante que marca, mas busca espaços para infiltrar. A ideia da mudança começou a ocorrer no dia a dia onde o técnico procurava estar muito atento nas evoluções de seu pupilo, estando sempre ciente do que fazer para melhorar o seu rendimento em campo.
Joelinton teve boa atuação no dia 26 de fevereiro de 2022, marcando um gol na vitória de 2–0 contra o Brentford, fora de casa, pela Premier League. Já no dia 23 de abril, contra o Norwich City, o brasileiro chegou ao seu centésimo jogo na Premier League e ainda marcou dois gols no triunfo por 3–0. Coroou o seu bom desempenho sendo nomeado o Jogador do Ano do Newcastle na campanha de 2021–22. Ao longo da temporada, o jogador se reinventou na equipe do St. James' Park, principalmente desde a chegada de Eddie Howe como técnico.
Vivendo grande fase na temporada 2022–23, Joelinton ajudou o clube a se classificar para a semifinal da Copa da Liga no dia 10 de janeiro. Com o brilho do brasileiro, que marcou um gol e ainda deu uma assistência, os Magpies venceram o Leicester por 2–0. Joelinton terminou a temporada 2022–23 em seu melhor momento, tendo atuado em 40 dos 45 jogos do clube, sendo titular em 37 oportunidades e marcando oito gols.
No dia 11 de abril de 2024, o jogador assinou uma renovação de contrato até 2029.

## Seleção Nacional

### Sub-17
Em 2012, chegou a ser convocado pelo técnico Marquinhos Santos para a Seleção Brasileira Sub-17. Em quatro jogos, Joelinton teve a oportunidade de marcar duas vezes. Na ocasião, o atacante declarou:
| “ | Foi em 2012, o técnico era Marquinhos Santos. Foi uma experiência muito boa, melhor impossível. Conhecer jogadores de fora, representar a Seleção é uma responsabilidade grande. Passei uns 20 dias, joguei contra alguns, marquei dois gols. Foi importante para mim. | ” |

### Principal
No dia 28 de maio de 2023, foi convocado para a Seleção Brasileira pelo técnico interino Ramon Menezes. Em sua primeira convocação para a Seleção principal, o jogador foi chamado para a disputa dos amistosos contra Guiné e Senegal. O meia estreou com a camisa do Brasil no dia 17 de junho, sendo titular e abrindo o placar na vitória por 4–1 contra Guiné, no estádio Cornellà-El Prat, em Barcelona.

## Títulos
Sport
- Campeonato Pernambucano: 2014
- Copa do Nordeste: 2014
- Taça Ariano Suassuna: 2015

Newcastle
- Copa da Liga Inglesa: 2024–25

### Prêmios individuais
- Jogador da temporada do Newcastle: 2021–22[33]